# 298 Баптистина
298 Баптистина (298 Baptistina) — астероїд головного поясу, відкритий 9 вересня 1890 року Огюстом Шарлуа у Ніцці.